# 2008 en Alberta
Chronologie de l'Alberta
- 2004
- 2005
- 2006
- 2007
- 2008
- 2009
- 2010
- 2011
- 2012

Cette page concerne des événements qui se sont produits durant l'année 2008 dans la province canadienne de l'Alberta.

## Politique
- Premier ministre : Ed Stelmach du parti Progressiste-conservateur
- Chef de l'Opposition : Kevin Taft  (du 27 mars 2004 au 14 décembre 2008, Libéral), puis David Swann (du 15 décembre 2008 au 10 septembre 2011, Libéral)
- Lieutenant-gouverneur :  Norman Kwong.
- Législature :

## Événements
- Mise en service de la mosquée  Baitun Nur à Calgary[1].

- Lundi 28 avril 2008 : la compagnie pétrolière française Total rachète Synenco Energy pour 480 millions de dollars canadiens (300 millions €). Cette société détient une participation de 60 % dans le projet Northern Lights à Athabasca dans l'Alberta dont les ressources sont évaluées à 1 080 millions de barils de bitume (huile lourde).

- 22 mai : élection générale en Alberta - le Parti progressiste-conservateur conserve sa majorité à l'Assemblée législative ; le Parti libéral forme l'opposition officielle..

- Jeudi 20 novembre 2008 : une météorite d'une masse de 10 tonnes et dégageant une énergie de 300 tonnes TNT a embrasé le ciel d'une grande partie de l'ouest canadien, dans un rayon de 700 km à la ronde, en se désagrégeant. Selon l'Université de Calgary, plusieurs de ses fragments ont été découverts à proximité de la frontière entre les provinces de la Saskatchewan et de l'Alberta éparpillés sur une surface de 20 km, près de la rivière Battle, à environ 40 km au sud de la ville de Lloydminster.

## Décès
- 11 novembre : Paul André Joseph Langevin, député provincial de Saint-Paul (en) (1989-1993) et Lac La Biche-St. Paul (1993-2001).